# Gaediopsis monnula
Gaediopsis monnula là một loài ruồi trong họ Tachinidae.